# Le Vauroux
Le Vauroux – miejscowość i gmina we Francji, w regionie Hauts-de-France, w departamencie Oise.
Według danych na rok 1990 gminę zamieszkiwały 444 osoby, a gęstość zaludnienia wynosiła 46 osób/km² (wśród 2293 gmin Pikardii Le Vauroux plasuje się na 577. miejscu pod względem liczby ludności, natomiast pod względem powierzchni na miejscu 479.).